# Wassertaxi (2002)
| Wassertaxi        | Wassertaxi                                        | Wassertaxi                                             |
| ----------------- | ------------------------------------------------- | ------------------------------------------------------ |
| Nala              |                                                   |                                                        |
| Name:             | Nala                                              | Rafiki                                                 |
| Bauwerft:         | SSB Spezialschiffbau Oortkaten, Hamburg           | SET Schiffbau- u. Entwicklungsgesellschaft Tangermünde |
| Indienststellung: | 10. Mai 2002                                      | 10. Mai 2002                                           |
| Heimathafen:      | Hamburg                                           | Hamburg                                                |
| Länge:            | 24,92 m                                           | 24,80 m                                                |
| Breite:           | 6,35 m                                            | 6,44 m                                                 |
| Tiefgang:         | 1,40 m                                            | 1,40 m                                                 |
| Fahrgäste:        | 114                                               | 114                                                    |
| Sitzplätze:       | 78                                                | 78                                                     |
| Antrieb:          | 1 × Schiffsdieselmotor mit 328 kW 1 × Pod-Antrieb | 1 × Schiffsdieselmotor mit 328 kW 1 × Pod-Antrieb      |
| Geschwindigkeit:  | 12 Knoten                                         | 12 Knoten                                              |
| Besatzung:        | 1                                                 | 1                                                      |

Mit der Bezeichnung Wassertaxi bezeichnet die HADAG Seetouristik und Fährdienst AG zwei ihrer kleineren Personenfähren, die Rafiki und die Nala. Sie verkehren im Hamburger Hafen, im Linienverkehr sind sie in den Hamburger Verkehrsverbund (HVV) integriert. Beide Schiffe wurden nach Figuren des Musicals „Der König der Löwen“ benannt.

## Allgemeine Daten
Die Fahrgastschiffe wurden zwischen August 2001 und Mai 2002 von den Werften SET Schiffbau- u. Entwicklungsgesellschaft Tangermünde (Rafiki) und SSB Spezialschiffbau Oortkaten in Hamburg-Ochsenwerder (Nala), gebaut. Die Gesamtkosten betrugen 2,4 Millionen Euro.
Beide Schiffe wurden am 10. Mai 2002 während des 813. Hafengeburtstages von einer Darstellerin der Nala aus dem Musical an den St. Pauli-Landungsbrücken getauft und traten anschließend ihre erste offizielle Fahrt an.

## Technische Daten
Die Konstruktionsmaße der Schiffe betragen etwa 24,9 Meter für die Länge über alles, rund 6,4 Meter für die Breite und 1,4 Meter für den Tiefgang. Die Seitenhöhe beträgt zwei, die Höhe über der Wasserlinie drei Meter. Die tatsächlichen Maße weichen teilweise geringfügig davon ab.
Die Nala und Rafiki sind orangegelb lackiert und tragen Werbung für das Musical „Der König der Löwen“. Sie haben ein Hauptdeck mit durchgehend überdachten Aufbauten. Vorn befindet sich das Ruderhaus, dahinter der Zustiegsbereich mit je einer beweglichen Rampe an Back- und Steuerbord. Hinter dem Zustieg ist ein geschlossener Fahrgastraum mit 70 festen und 8 weiteren Klappsitzen sowie zwei Toiletten im Heck. Beide Schiffe können jeweils bis zu 114 Personen befördern und sind damit die kleinsten innerhalb der HADAG-Flotte.
Bewegt werden die Schiffe von einem Schiffsdieselmotor mit einer Leistung von 328 Kilowatt. Der Motor treibt einen Pod-Antrieb mit gegenläufig rotierenden Propellern an. Mit dem Schiffsantrieb wird eine Geschwindigkeit von 12 Knoten erreicht. Im Bugbereich befindet sich ein Querstrahlruder.
Das mögliche Fahrgebiet umfasst neben dem Hamburger Hafen die Zonen zwei bis vier der Binnenschiffsuntersuchungsordnung (BinSchUO), die sich auf die Binnenwasserstraßen bis zur See erstrecken.
Die Schiffe wurden 2003 mit elektronischen Fahrzielanzeigern  und einem Elna-FIS (Fluss-Informations-System) ausgestattet. Das neue Navigationssystem besteht aus einem Elna-Flussradar 4007/9-TFT und einem Inland-ECDIS-Radar-Pilot 720. Es vereint das Radarbild und den Wendeanzeiger und stellt die eigene Position, die anderer Fahrzeuge mit Richtung und Geschwindigkeit, sowie stehende Hindernisse DGPS-unterstützt auf einer elektronischen Elbkarte metergenau dar. Die Investitionskosten für das System betrugen pro Schiff etwa 35.000 Euro. Nala, Rafiki und die Harmonie, eine weitere HADAG-Fähre, gehörten zu den ersten drei Schiffen im Hamburger Hafen, die damit ausgerüstet wurden.

## Fährdienst
Die Schiffe Nala und Rafiki werden seit dem Sommerfahrplan 2002 auf der Hafenfährlinie 73 Landungsbrücken–Oderhöft eingesetzt. Durch die flache Bauform der Schiffe kann die Argentinienbrücke auf Hamburg-Steinwerder auch bei mittlerem Hochwasser sicher unterfahren werden. Dadurch konnte die Linie 73 bis zum Oderhöft auf Steinwerder verlängert und die Fährlinie 77, ehemals Fähre VII, die bis dahin von den St. Pauli-Landungsbrücken dorthin führte, eingestellt werden. Durch das Zusammenlegen der Fährlinien spart die HADAG nach eigenen Angaben etwa 100.000 Euro Betriebskosten pro Jahr. Daneben werden die Schiffe eingesetzt, um Besucher des Musicals „Der König der Löwen“ von den Landungsbrücken zum Theater im Hafen am gegenüberliegenden Elbufer überzusetzen.
Die Schiffe können als einzige der HADAG-Flotte in der Speicherstadt fahren.